# Sarirejo (Ngaringan)
Sarirejo is een bestuurslaag in het regentschap Grobogan van de provincie Midden-Java, Indonesië. Sarirejo telt 3638 inwoners (volkstelling 2010).